# Moldavia ai Giochi olimpici
La Moldavia ha partecipato per la prima volta ai Giochi olimpici nel 1994, e da allora ha preso parte a tutte le edizioni dei Giochi, sia quelle estive che quelle invernali
Gli atleti moldavi hanno vinto otto medaglie, tutte nei Giochi estivi, nessuna delle quali d'oro.
Il Comitato Nazionale Olimpico Moldavo, fondato nel 1991, è stato riconosciuto dal CIO nel 1993.

## Medagliere storico

### Olimpiadi estive
| Giochi       | Oro | Argento | Bronzo | Totale |
| ------------ | --- | ------- | ------ | ------ |
| Atlanta 1996 | 0   | 1       | 1      | 2      |
| Sydney 2000  | 0   | 1       | 1      | 2      |
| Atene 2004   | 0   | 0       | 0      | 0      |
| Pechino 2008 | 0   | 0       | 1      | 1      |
| Londra 2012  | 0   | 0       | 2      | 2      |
| Rio 2016     | 0   | 0       | 0      | 0      |
| Tokyo 2020   | 0   | 0       | 1      | 1      |
| Parigi 2024  | 0   | 1       | 3      | 4      |
| Totale       | 0   | 3       | 9      | 12     |

## Medagliere per sport
| Sport             | Oro | Argento | Bronzo | Totale |
| ----------------- | --- | ------- | ------ | ------ |
| Canoa/kayak       | 0   | 1       | 2      | 3      |
| Tiro              | 0   | 1       | 0      | 1      |
| Pugilato          | 0   | 0       | 2      | 2      |
| Sollevamento pesi | 0   | 0       | 2      | 2      |
| Lotta             | 0   | 1       | 1      | 2      |
| Judo              | 0   | 0       | 2      | 2      |

## Medagliati
| Medaglia | Atleta                               | Edizione     | Sport             | Evento                                        |
| -------- | ------------------------------------ | ------------ | ----------------- | --------------------------------------------- |
| Argento  | Nicolae Juravschi e Viktor Renejskij | Atlanta 1996 | Canoa/kayak       | C2 500 m maschile                             |
| Bronzo   | Serguei Moureiko                     | Atlanta 1996 | Lotta             | Lotta greco romana, categoria 130 kg maschile |
| Argento  | Oleg Moldovan                        | Sydney 2000  | Tiro              | 10 m bersaglio mobile maschile                |
| Bronzo   | Vitaly Grusac                        | Sydney 2000  | Pugilato          | Pesi welter                                   |
| Bronzo   | Veaceslav Gojan                      | Pechino 2008 | Pugilato          | Pesi gallo                                    |
| Bronzo   | Anatolie Cîrîcu                      | Londra 2012  | Sollevamento pesi | -94 kg maschile                               |
| Bronzo   | Cristina Iovu                        | Londra 2012  | Sollevamento pesi | -53 kg femminile                              |
| Bronzo   | Serghei Tarnovschi                   | Tokyo 2020   | Canoa/kayak       | C1 1000 m maschile                            |
| Argento  | Anastasia Nichita                    | Parigi 2024  | Lotta             | - 57 kg femminile                             |
| Bronzo   | Adil Osmanov                         | Parigi 2024  | Judo              | - 73 kg maschile                              |
| Bronzo   | Serghei Tarnovschi                   | Parigi 2024  | Canoa/kayak       | C1 1000 m maschile                            |
| Bronzo   | Denis Vieru                          | Parigi 2024  | Judo              | - 66 kg maschile                              |